# The Humans (groupe)
Pour l’article homonyme, voir The Humans.
The Humans est un groupe roumain de pop rock, originaire de Bucarest.

## Histoire
Le groupe est formé en 2017 à Bucarest par Cristina Caramarcu, Alexandru Cismaru, Alexandru Matei, Alin Neagoe, et Adi Tetrade. Ils représentent la Roumanie au Concours Eurovision de la chanson 2018, à Lisbonne au Portugal avec la chanson Goodbye.

## Discographie

### Singles
- 2017 : Îndură inima
- 2018 : Goodbye
- 2018 : Binele meu